# Mazaria
Mazaria is een monotypisch geslacht van zangvogels uit de familie ovenvogels (Furnariidae), genoemd naar Juan Mazar Barnett. 
De enige soort:
- Mazaria propinqua – Witbuikstekelstaart

## Taxonomie
Deze soort werd oorspronkelijk in het geslacht Synallaxis geplaatst, maar  uit moleculair fylogenetisch onderzoek, gepubliceerd in 2014, bleek dat deze soort sterk verschilde van de andere stekelstaartsoorten uit het geslacht Synallaxis. Daarom werd dit taxon verplaatst naar een eigen monotypisch geslacht Mazaria.